# IPhone SE (thế hệ thứ nhất)
iPhone SE là một mẫu smartphone do Apple Inc. thiết kế và sản xuất như một phần của chuỗi thiết bị iPhone. Nó đã được công bố vào ngày 21 tháng 3 năm 2016 tại trụ sở ở Cupertino của Apple và được đưa ra thị trường vào ngày 31 tháng 3 năm 2016. iPhone SE được coi là sản phẩm thay thế cho iPhone 5S như một sản phẩm với chi phí thấp hơn trong các dòng sản phẩm iPhone; chứa bộ vi xử lý, camera và các tính năng khác được cập nhật từ iPhone 6S cao cấp với màn hình 4-inch nhỏ hơn và kiểu dáng gần giống với iPhone 5S..

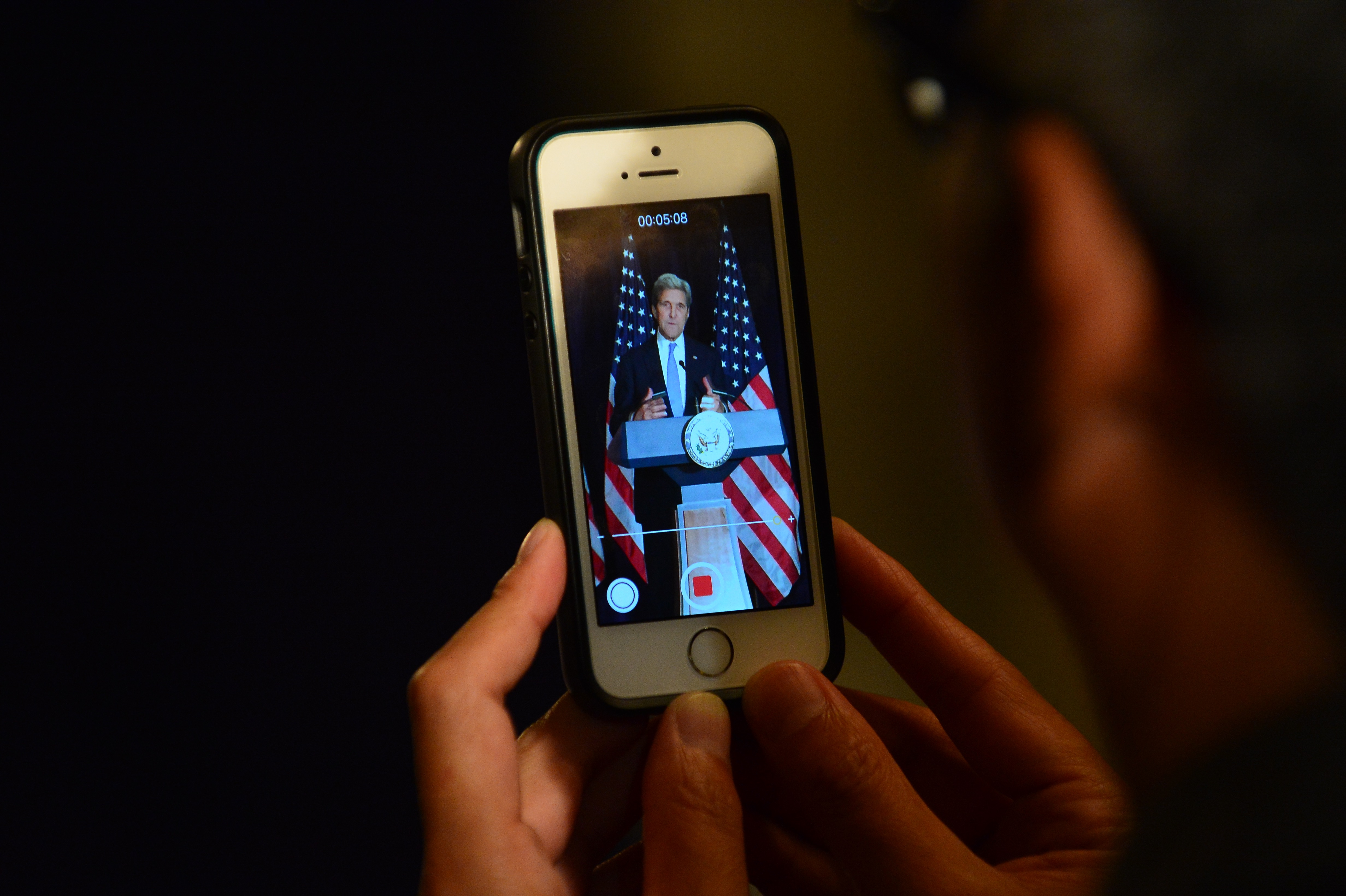
Một phóng viên đang xem thư ký Kerry đưa ra nhận xét trên chiếc iPhone SE thế hệ thứ nhất của anh ấy

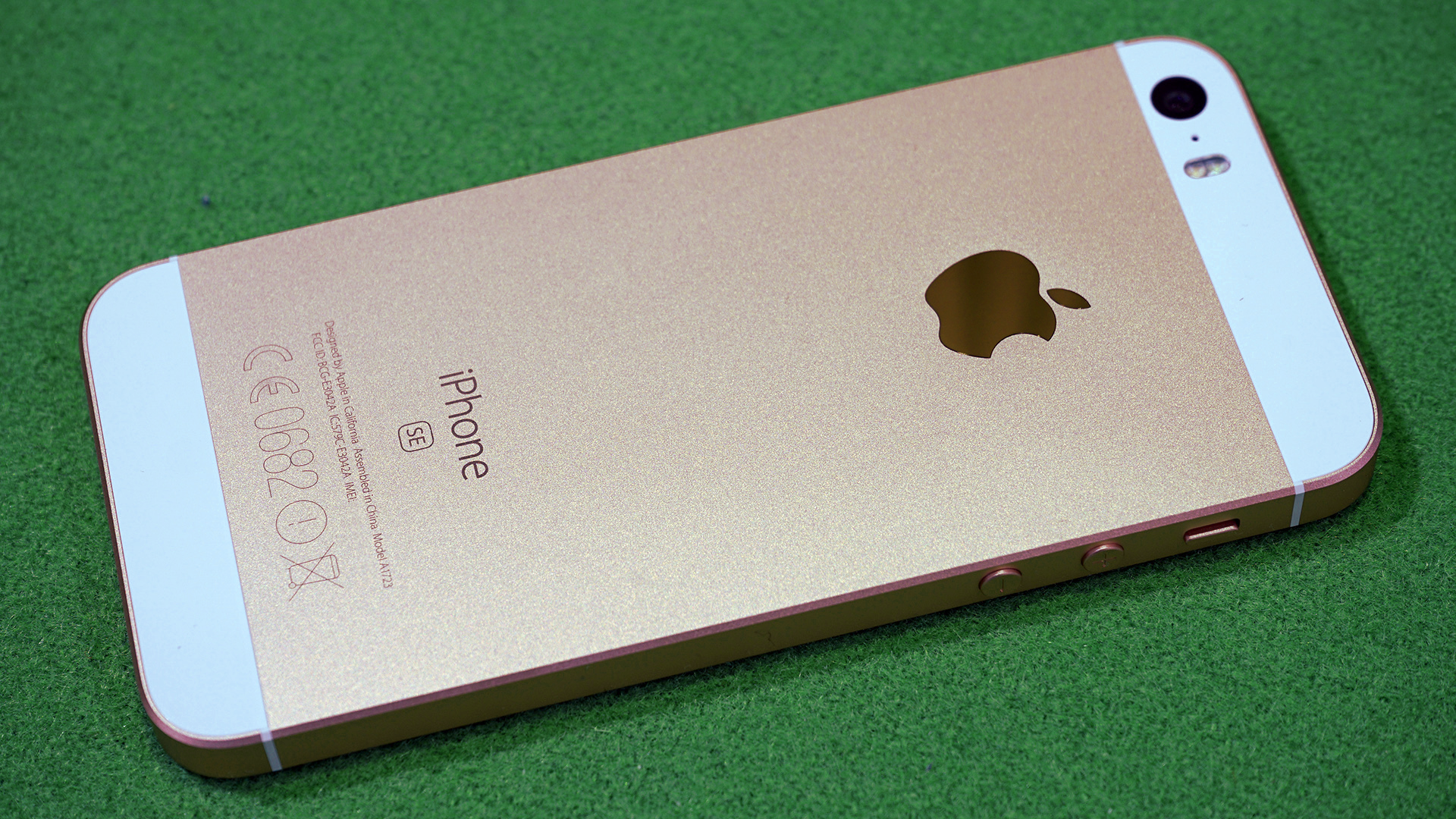
Mặt sau của iPhone SE có màu vàng hồng

## Cấu hình
Thiết kế bên ngoài của iPhone SE là gần như giống hệt iPhone 5S, với ngoại lệ của các cạnh vát, và logo Apple bằng thép không gỉ phía sau. Nó có các màu xám, bạc, vàng, và hồng vàng. 
Apple nói rằng các vỏ bọc được thiết kế để vừa với 5S sẽ vừa với một chiếc iPhone SE. Như với máy 6S, nó kết hợp các hệ thống trên chip của Apple A9, bộ xử lý chuyển động M9, và đã hỗ trợ cho near field communication (NFC). 
IPhone SE có màn hình 4-inch Retina với độ phân giải 326 ppi. Bộ nhớ ROM có 16 hoặc 64 GB dung lượng.  Máy có camera 12 megapixel phía sau như iPhone 6S, tuy nhiên nó lại có camera phía trước 1.2 megapixel của 5S. iPhone SE không trang bị 3D Touch và sử dụng cảm biến Touch ID như iPhone 5s/6/6Plus.
iPhone SE đi kèm với phiên bản iOS 9.3, hỗ trợ các tính năng độc quyền của iPhone 6 và 6S như Apple Pay, Live Photos (thay vì nhấn mạnh lực như 6s thì iPhone SE phải giữ lâu), và được bật Siri tự động.

## Danh sách dòng sản phẩm
| Dòng thời gian của các mẫu iPhone         |
| ----------------------------------------- |
| Xem thêm: Timeline of Apple Inc. products |

Nguồn: Apple Newsroom Archive